# Caracènes
Les Caracènes (Latin : Caracenes) étaient une tribu samnite qui, selon Claude Ptolémée, vivait dans la partie la plus septentrionale du Samnium.

## Territoire

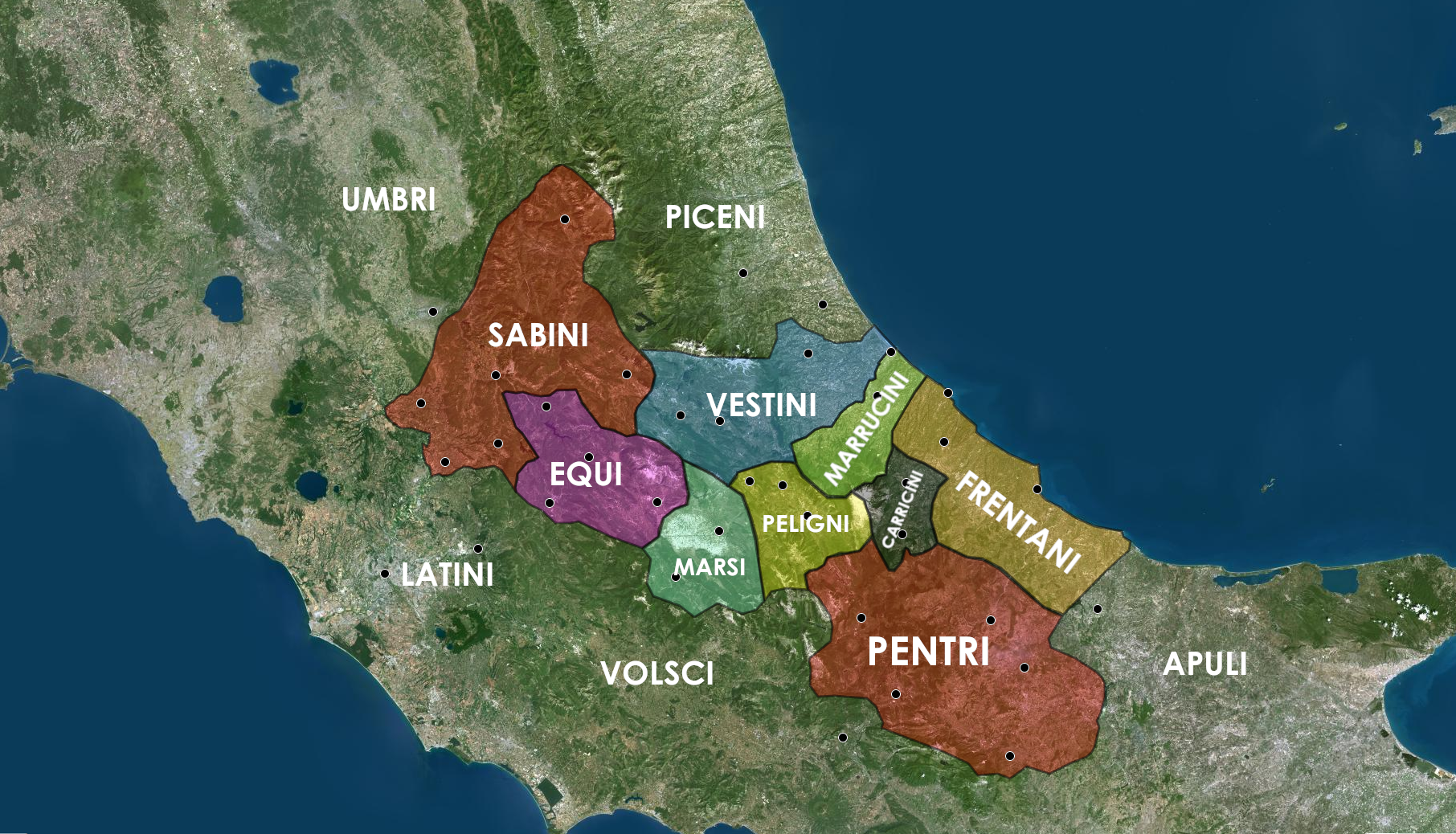
Partition des différentes tribus

Son centre était la vallée du Sagrus (vallée de la rivière Sangro), limitrophe des Péligniens et des Frentans. 
Leur capitale était Aufidena (actuelle Alfedena), une ville inconnue qui est probablement la même ville mentionnée par Jean Zonaras comme Caricini, qui la décrit comme possédant une ville ou une forteresse et qui fut conquise par les consuls Quintus Ogulnius Gallus et Quintus Fabius Maximus Rullianus avec beaucoup de difficulté. Cette ville serait l'actuel Castel di Sangro dans la province de L'Aquila.
D'autres villes étaient Juvanum (dont les vestiges sont visibles entre les communes de Torricella Peligna et Montenerodomo, province de Chieti) et Cluviae (dont les vestiges ont été identifiés avec ceux de Piano Laroma, un hameau de Casoli dans la province de Chieti).
Cette petite communauté faisait partie de la Confédération samnite, le grand antagoniste de la République romaine, contre laquelle elle participa aux guerres samnites et à la guerre sociale.
Le territoire des Caracènes fut probablement occupé par les Romains au cours de la deuxième guerre samnite (vers 310 av. J.-C.) et la population fut progressivement assimilée à l'État romain.